# KulturGut
Das KulturGut (auch KulturGut Marzahn) ist ein Bauensemble in Alt-Marzahn in Berlin. Die Einrichtung für künstlerische und kulturelle Selbstbetätigung befindet sich auf einem historischen Bauernhof und ist ein gelistetes Kulturdenkmal.

## Lage
Der rekonstruierte Dreiseithof liegt im Nordwesten des historischen Dorfangers, dort, wo sich die beiden Straßenäste (bis 1938 Dorfaue und Dorfstraße) wieder treffen. Das frühere Wohnhaus erstreckt sich mit seiner Hauptachse entlang der Straße. Parallel dazu befindet sich die ehemalige Scheune. Die Scheune von nebenan, vom Hof 25, gehört unter dem Namen Kunst- und Keramikscheune "SchaMottchen" ebenfalls zum KulturGut.

## Geschichte

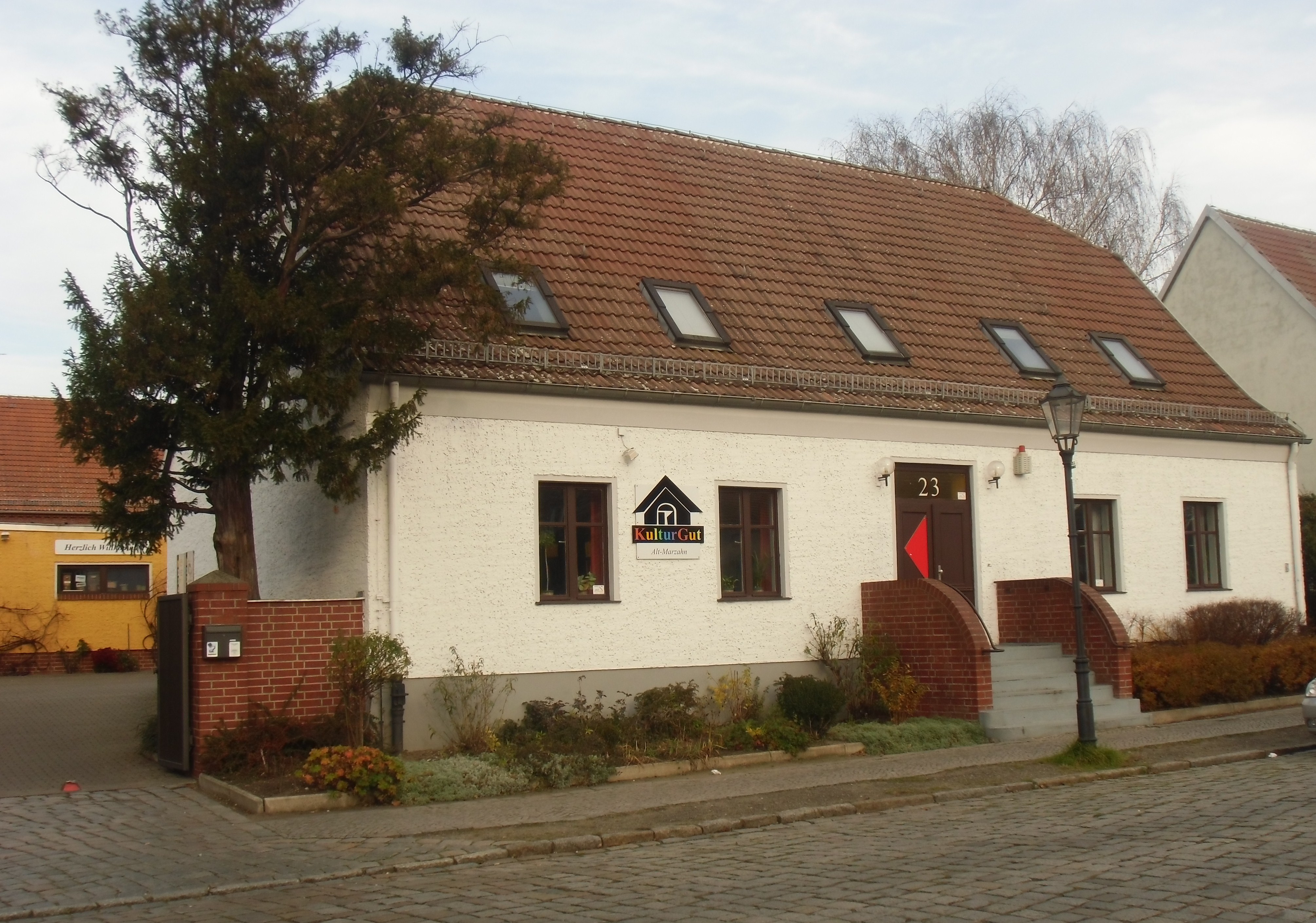
Straßenansicht des ehem. Wohnhauses

Im Jahr 1833 wurde nach dem Dorfbrand in Marzahn an der Adresse Dorfstraße 2 ein neuer Wirtschaftshof für die Bauernfamilie Christians nach Plänen und unter Leitung des Ratszimmermeisters Rückert aus Cöpenick errichtet. Einige Jahre später geriet das Anwesen an die Siedlerfamilie Püschel. 1938 wurde aus der Dorfaue und der Dorfstraße im Kern von Marzahn die Straße Alt-Marzahn, die Parzellen erhielten neue Nummern. Aus Dorfstr. 2 wurde Alt-Marzahn 23.
Das Adressbuch aus dem Jahr 1935 nennt unter Dorfstr. 2 weiterhin Püschel als Besitzer, darüber hinaus beherbergte der Hof fünf weitere Bewohner. Ein Püschel wird als Stellmacher bezeichnet.
Im Jahr 1940 gibt das Berliner Adressbuch den Eigentümer A. Püschel an, außerdem sind hier die NSDAP-Volkswohlfahrt Marzahn und zwei Mieter auf dem Gehöft eingetragen.
Nach Kriegsende, bis in die 1970er Jahre findet sich im Telefon- und Adressbuch keine Angabe zu dieser Immobilie. Erstmals wieder wird die Adresse im Jahr 1981 aufgeführt, da betrieb ein Privatmann eine Kohlenhandlung auf dem Hof.
In der DDR-Zeit, in den 1970er Jahren im damaligen Stadtteil Marzahn eine komplette neue Wohnsiedlung entstand, sollte zugleich ein Stück Geschichte erhalten bleiben und sichtbar werden. Große ehemalige Bauernhöfe im alten Dorfkern wurden umfunktioniert; aus diesem Wirtschaftshof entstand ein Kulturhof mit vielseitigen Angeboten.
Seit dem 21. September 1977 stehen das Vorderhaus und die erhaltenen historischen Gebäude unter Denkmalschutz. Im Jahr 1987 wurden das ehemalige Wohnhaus nach altem Vorbild rekonstruiert und der Seitenflügel und die Scheune im historischen Stil neu errichtet und als Kulturhof von der Kommune betrieben.
Der Mauerfall führte zu geänderten Strukturen und Zuständigkeiten in Berlin und die Stadtverwaltungen wurden neu besetzt. Bezogen auf die Kulturstätte im ehem. Dorf Marzahn wurde beschlossen, diese zu erhalten und aufzuwerten. Die BVV Marzahn-Hellersdorf ließ nun den Komplex sanieren und im Inneren modernisieren und konnte den Kulturhof am 26. Januar 1991 mit zahlreichen Angeboten kultureller und künstlerischer Möglichkeiten als Freizeithof feierlich neu eröffnen.
Zum sechsjährigen Bestehen im Januar 1997 wurde der Hof in KulturGut umbenannt und wird seit 2003 von der Agrarbörse Deutschland e.V. als Beschäftigungsträger im Auftrag des Bezirks betrieben.
Nach mehr als zehnjähriger Nutzung, von Juli bis Dezember 2013 wurden an allen drei Häusern mit Mitteln des Programms Stadtumbau Ost umfangreiche Baumaßnahmen durchgeführt, wofür 265.000 Euro inklusive Fördermittel der EU (EFRE) bereitgestellt worden waren. Unter anderem erfolgten Anpassungen und Ergänzungen an den Brandschutzeinrichtungen, an elektrischen Anlagen einschließlich der Hausalarmanlagen, in Technikräumen und bei den Rettungswegen, die zudem auch deutlicher ausgeschildert wurden. Die Entrauchung des Bühnensaals wurde neu organisiert.

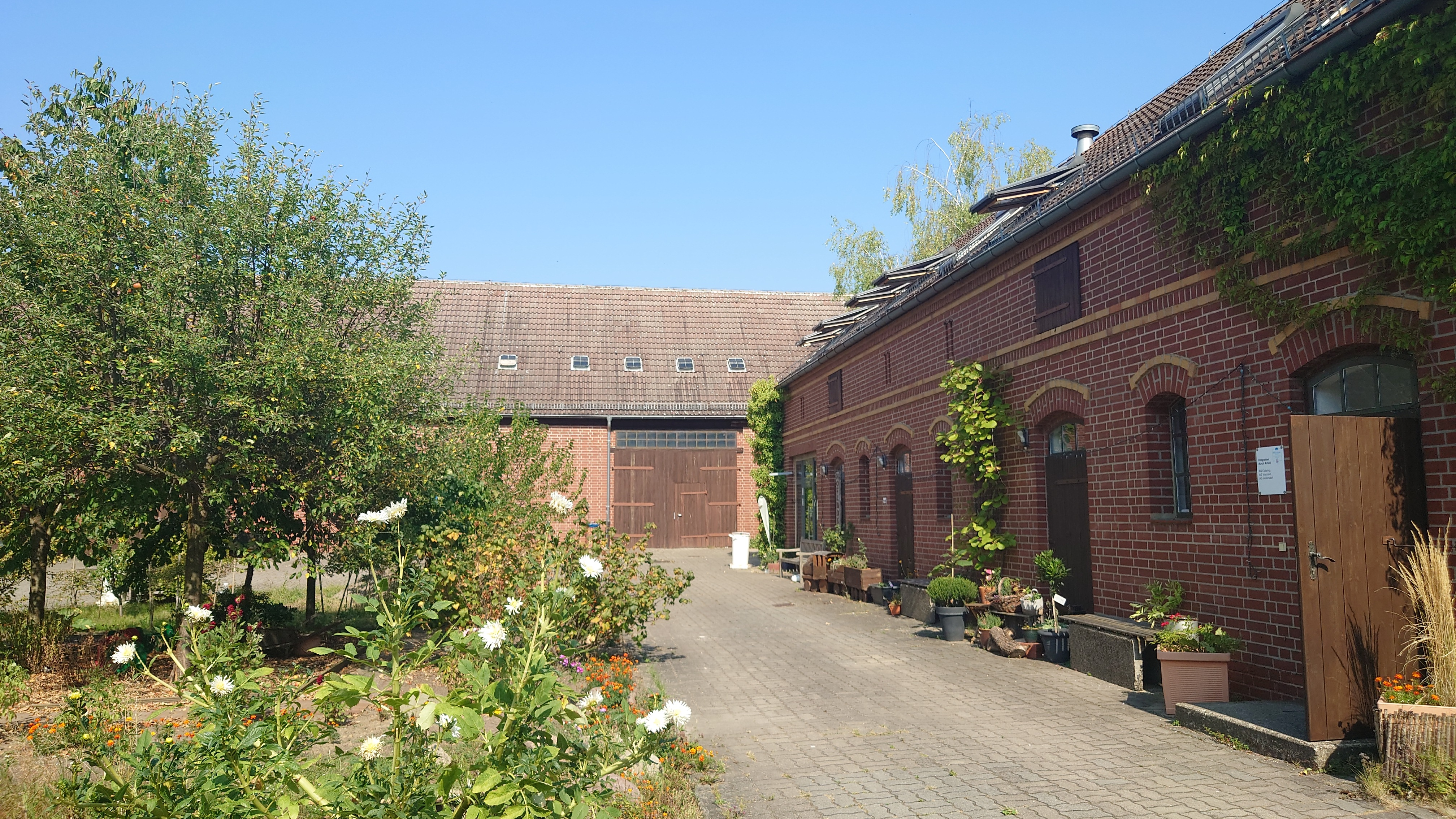
Blick in den Hof des KulturGuts von der Straße Alt-Marzahn aus

## Architektur
Das Wohnhaus bildet zusammen mit der historischen Scheune und dem ehemaligen Stall einen Dreiseithof. Das Wohngebäude ist ein 5-achsiges eineinhalbgeschossiges verputztes Gebäude und mit einem Walmdach abgeschlossen.

## Nutzung
Das ehemalige Wohnhaus ist nun Verwaltungssitz der KulturGut-Mitarbeiter, die mit allen ihren Aktivitäten soziale Begegnungen fördern. Die geräumige Scheune dient als Veranstaltungssaal für Lesungen, Theater-, Musik- und Filmaufführungen. In den anderen Gebäuden gibt es gesammelte alte landwirtschaftliche Kleingeräte zu besichtigen, und freie Künstler wie Keramiker, Schmiede usw. arbeiten in offenen Werkstätten.
Ein Kultur-/Kreativ-Café wird unterhalten, regelmäßige Hoffeste finden statt wie zu Ostern oder im Advent, zudem werden alle zwei Monate neue Ausstellungen im Bereich der Bildenden Künste eröffnet.
Neben den Gebäuden wird ein Bauerngarten unterhalten, auf dem alte Obstbäume wachsen, Gemüse und Kräuter werden gezüchtet.